# 吉薩加拉縣
2°37′S 29°51′E / 2.617°S 29.850°E

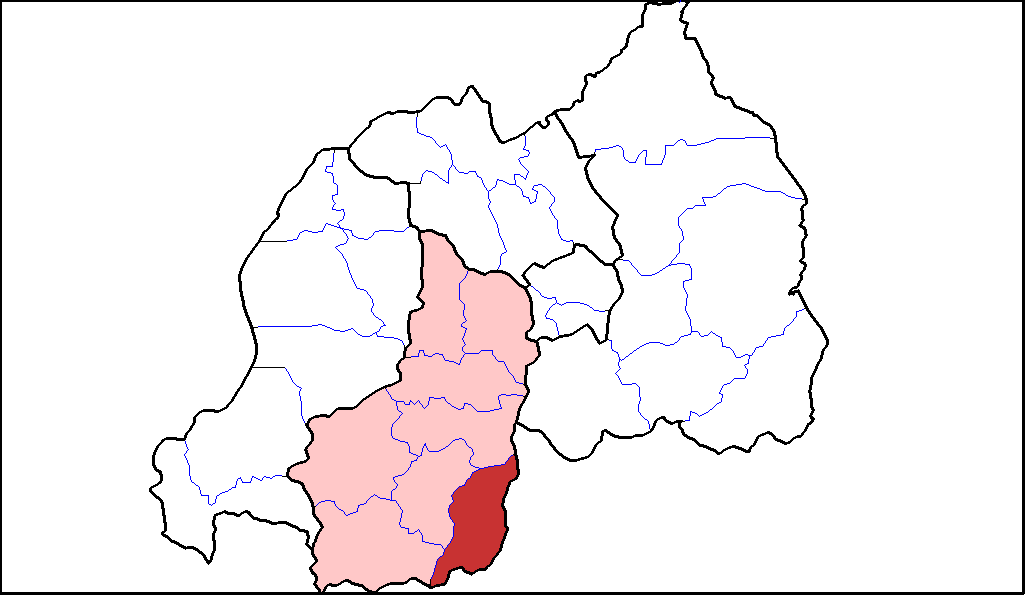

吉薩加拉縣（Gisagara District），是盧旺達的縣份，位於該國北部，由北部省負責管轄，首府設於恩多拉，面積680平方公里，2012年人口322,506，人口密度每平方公里470人。